# Kaste (Biologie)
Als Kaste wird in der Zoologie eine klar abgrenzbare Gruppe von Individuen innerhalb eines Tierstaates bezeichnet. Innerhalb eines sozialen Verbandes ist die Kaste eine funktionell oder auch morphologisch spezialisierte Form einer staatenbildenden Tierart.
Der Begriff ist dem soziologischen Kastenbegriff entlehnt.
Eine Kastenbildung findet man z. B. bei Ameisen, Termiten, Hornissen, Wespen und Honigbienen. Bei Säugetieren gibt es eine Kastenbildung bei den Nacktmullen. Das Kastenwesen wird durch Pheromone gesteuert.
In funktionierenden Insektenstaaten müssen spezielle Aufgaben erledigt werden. Um dies zu bewältigen, kommt es zur Kastenbildung (Polymorphismus) oder zum Wechsel der Lebensabschnitte mit verschiedenen Aufgaben (Polyethismus). Bei den Honigbienen gibt es zum Beispiel folgende Kasten und Aufgabenperioden:
- Königinnen
- Drohnen (Männchen)
- Arbeiterinnen (davon altersbedingt)
  - Brutpflegerinnen
  - Soldatinnen
  - Sammlerinnen